# جوزاء (شهر)
جوزاء هو الشهر الثالث في التقويم الهجري الشمسي ويتكوّن من 31 يوما. يسمى خرداد في تقويم إيران الحالي. يبدأ جوزاء (في علم التنجيم) عندما تكون الشمس في برج الجوزاء فلكيا.
شهر الجوزاء يوافق: من 21 مايو إلى 21 يونيو الميلادي.